# Гассельбринк, Валерия Орестовна
Валерия Орестовна Гассельбринк (укр. Валерія Орестівна Гассельбрінк; в девичестве Габель,1881, Балаганск, Иркутская губерния, Российская империя — 27 октября 1970, Харьков, Украинская ССР, СССР) — российский, советский и украинский библиотечный деятель. Родилась в семье революционеров-народников. В 1900—1929 годах работала в Харьковской общественной библиотеке, с 1931 года жила в Западной Сибири, куда её муж был сослан на принудительное поселение по обвинению в контрреволюционной деятельности. В «ссылке» трудилась библиотекарем в рабочем посёлке Голышманово, в 1944—1949 годах заведовала районной библиотекой. После смерти мужа в 1952 году вернулась в Харьков, где проживала до самой смерти вместе с родными сёстрами.

## Биография
Валерия Габель родилась в 1881 году в Балаганске Иркутской губернии в семье Ореста-Октавиана Мартыновича (1849—1915) и Августины Станиславовны (1853—1907) Габелей. Её родители были сосланы в Балаганск из-за участия в народническом движении. Крёстным отцом Валерии был земской врач Дмитрий Синельников, — отец физика Кирилла Синельникова. Валерия была третьим ребёнком в семье, кроме неё у Габелей родились сын Юрий (1891—1949), который стал учёным-химиком, и четыре дочери: Людмила (1876—1967) и Елена (1879—?) (они стали библиотекарями), Мария (1886—1923; участница революционного движения и основательница педагогической библиотеки в Харькове) и Маргарита (1893—1981; литературовед).
В 1887 году срок ссылки Габелей закончился, и вся семья вернулась в Харьков, где Валерия окончила женскую гимназию. В юношеские годы она увлекалась творчеством С. Я. Надсона и П. Ф. Якубовича. В 1900 году начала работать — вела учёт подписчиков в Харьковской общественной библиотеке. Параллельно Валерия работала на волонтёрских началах в филиалах этой библиотеки. По предположению исследователя В. Е. Мамона, она, вероятно, могла получить высшее образование, но при этом ни учебное заведение, ни год его окончания неизвестны. В начале 1900-х годов Габель вышла замуж за Христиана-Альберта Гассельбринка, инженера по образованию, работавшего, как и она, в филиалах Харьковской общественной библиотеки.
Во время революции 1905 года Валерия Гассельбринк занималась распространением запрещённой литературы среди читателей Харьковской общественной библиотеки. После Октябрьской революции и установления советской власти с последующей реорганизацией Харьковской библиотеки из общественной в государственную, Валерия продолжила работать в ней и вскоре стала заведующей иностранным отделом. В 1926 году вместе с директором библиотеки Натальей Чепигой была направлена в Германию для «ознакомления с состоянием библиотечного дела и новой книжной продукцией». В рамках командировки она побывала в Берлине, Лейпциге и Мюнхене, а по итогам поездки подготовила совместно с Чепигой курс лекций о германских библиотеках для харьковского библиотечного сообщества.
В 1929 году мужа Валерии перевели работать на Коломенский машиностроительный завод, и она отправилась вместе с ним на новое место жительства, бросив основную работу. Известно, что в конце 1930 года Валерия проживала в селе Боброво при узловой станции Голутвин, имела статус домохозяйки и инвалида труда. В последние дни декабря того же года Христиан-Альберт был арестован и обвинён в контрреволюционной деятельности. В 1931 году его досрочно освободили и отправили на поселение в рабочий посёлок Голышманово (Тюменская область). Жена последовала за ним и смогла устроиться на работу в местную библиотеку. Её труд был отмечен в 1936 году, когда на 8 марта она была удостоена «грамоты ударника». 20 ноября 1944 года она стала заведующей районной библиотекой Голышмановского района. После четырёх лет деятельности на этой должности Гассельбринк получила почётную грамоту областного отделения культурного просвещения.
В ноябре 1949 года Валерия Орестовна начала работать библиотекарем в местной средней школе. В начале сентября 1951 года её уволили (В. Е. Мамон связывает это с «борьбой против космополитов»), но уже в первые месяцы 1952 года она добилась восстановления на работе, выиграв два суда. В августе того же года умер её муж, а через месяц она уволилась «по собственному желанию» и вернулась в Харьков, где жила вместе с сёстрами Людмилой и Маргаритой. 
Валерия Орестовна умерла в Харькове 27 октября 1970 года от атеросклероза мозга. Место её погребения неизвестно.
Валерия Гассельбринк является автором доклада «Деятельность І и ІІ Филиальных Отделений Харьк. Общественной Библиотеки за все время их существования», который хранится в Харьковской государственной научной библиотеке имени В. Г. Короленко. В 1959 году она начала писать мемуары, которые так и не были опубликованы.